# Ла Кабаня
Ла Кабаня, понякога наричана Сан Карлос де ла Кабаня (на испански: La Cabaña, пълно наименование на испански: Fortaleza de San Carlos de la Cabaña), е комплекс от крепостни постройки от XVIII век, разположени на възвишенията на източния бряг на входа на пристанището в Хавана, Куба.

## История
Строителството на крепостта започва в 1763 година по указание на краля на Испания Карлос III. Първоначално строителството се контролира от испанските колониални власти, след това от временно завладелите Хавана англичани, а след това отново от испанците. Ла Кабаня заменя по-ранната крепост Ел Моро, строена през XVI век. Тя става голямо военно съоръжение в Новия свят. Строителството завършва през 1774 година и струва на Испания доста загуби.

## Предназначения
Крепостта се използва за военни цели и като затвор, както от колониалните власти, така и от независима Куба. По време на режима на Фулхенсио Батиста служи за военен затвор.
Когато на 8 януари 1959 година крепостта преминава в ръцете на революционната власт, тя служи за главна квартира и за военен щаб на лидера на кубинската революция. Преди това в продължение на 5 месеца комендант на крепостта е Ернесто Че Гевара, аржентинският революционер, съратник на Кастро. Той лично следи за съблюдаване на законността при провеждане на трибуналите и осъждането на военни престъпници, предатели, доносници (chivatos ) или сътрудници на тайната полиция на Батиста.

## Днес
Днес крепостта е част от историческия град, съвместно с Ел Моро. В нея са разположени музеи, между които Музей на старинните оръдия и Музей на комендатурата на Че. През 1986 година започват реконструкции на крепостта, които продължават до 1991 г., когато тя става част от историческия военен парк Моро-Кабаня (Parque Histórico Militar Morro-Cabaña).